# Petrus Christus. Portret van een jonge vrouw
Petrus Christus. Portret van een jonge vrouw is een gedicht van Cees Nooteboom.

## Geschiedenis
Het portret van Petrus Christus hangt in de Gemäldegalerie te Berlijn. Het draagt de titel Portret van een jonge vrouw, is geschilderd aan het einde van het leven van Christus (ca. 1465-1470) en wordt beschouwd als diens meesterwerk. Nooteboom liet zich erdoor inspireren voor dit lange gedicht en noemt haar in de eerste twee regels:
Van alle geschilderde vrouwen
het geheimzinnigst

### Uitgave
De uitgave werd in juni 2005 gezet uit de letter Book Antiqua. Zij werd gedrukt op Zerkall Bütten papier (binnenwerk: het gedicht) en op Neenah Columns (het gele omslag) door Joos Mooi in een oplage van 69 exemplaren. De exemplaren werden met de hand genummerd. De vier ongenummerde pagina's zijn gevat in een geel omslag. De eerste, romeins genummerde xii exemplaren werden gesigneerd door de dichter. Op p. [2] in het binnenwerk is het portret in kleur ingeplakt.